# Susi Lanner

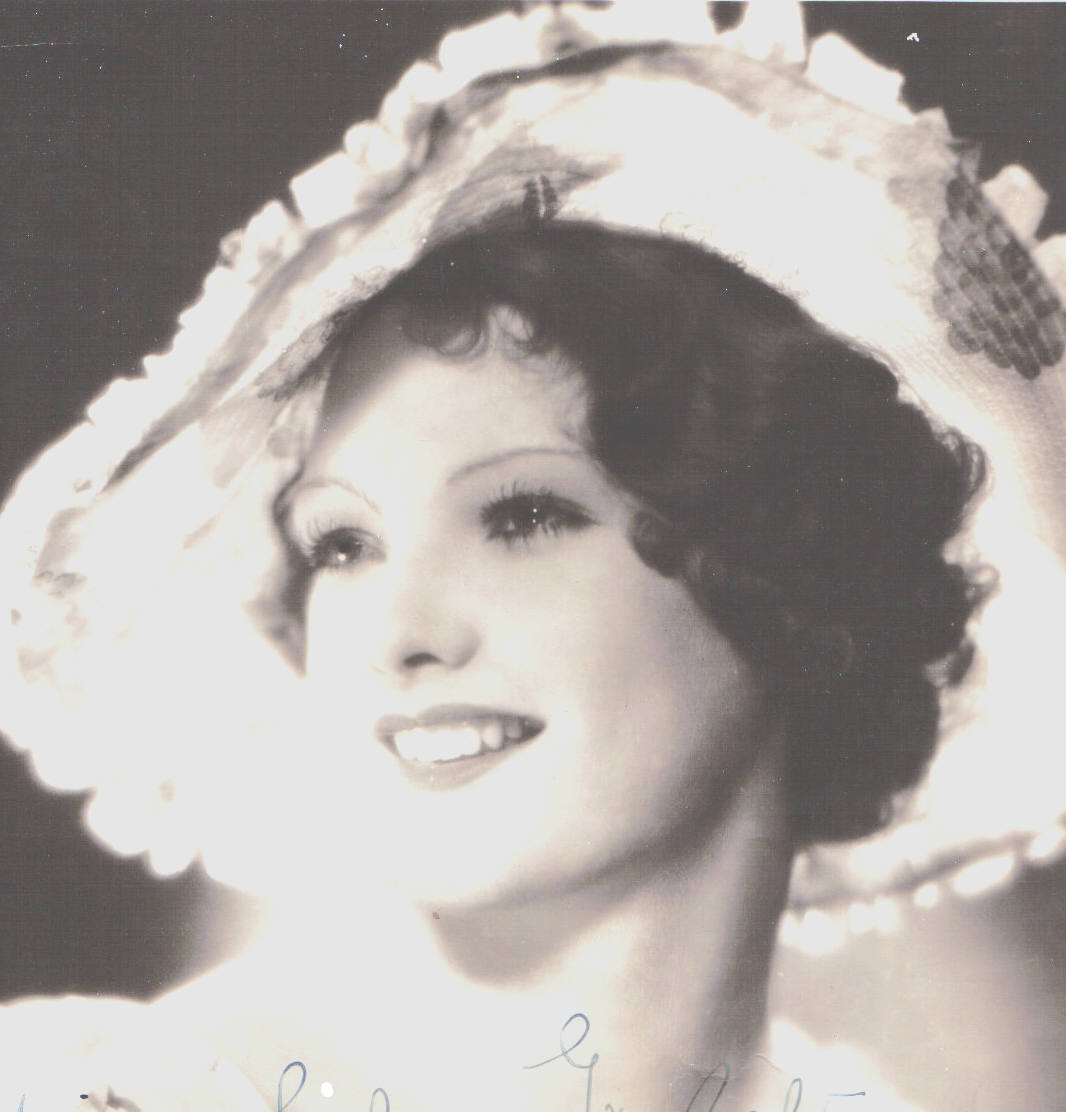
Susi Lanner

Susi Lanner (* 27. August 1911 in Wien als Meta Reif; † 16. März 2006 in Dobbs Ferry, New York) war eine österreichisch-US-amerikanische Schauspielerin.

## Leben
Susi Lanner absolvierte eine Schauspiel-, Tanz- und Gesangsausbildung und trat zunächst als Sängerin und Tänzerin in Operetten und Revuen auf. 1932 gab sie neben Brigitte Helm und Oskar Karlweis in der Komödie Hochzeitsreise zu dritt ihr Spielfilmdebüt. Zunächst machte sie sich als Nebendarstellerin einen Namen, ehe sie 1936 mit der Komödie Ungeküsst soll man nicht schlafen gehen an der Seite von Heinz Rühmann, Theo Lingen und Hans Moser zu einer zugkräftigen Hauptdarstellerin avancierte. In ihrer kurzen Filmkarriere spielte sie Hauptrollen neben Harry Piel im Sensationsfilm Artisten, neben Hans Söhnker im Drama Herbstmanöver und in Hans Deppes Komödie Meiseken, sowie neben Erik Ode in der Komödie Der kühne Schwimmer, neben dem Stummfilmstar Pola Negri in Paul Wegeners Drama Moskau – Shanghai und neben Heinz Rühmann in Robert A. Stemmles Komödie Heinz im Mond. Außerdem wirkte sie in Musikfilmen wie Der letzte Walzer (mit Camilla Horn) mit.
Ab ca. 1937 lebte sie in London, wo sie vom Produzenten Joe Rock für einen Film verpflichtet wurde.
Kurz vor dem Anschluss Österreichs übersiedelte Susi Lanner mit ihrem Ehemann Roy Frazier Potts, einem US-amerikanischen Industriellen (Vizepräsident der New-York Overseas Corp.), in die USA und zog sich aus dem Filmgeschäft zurück. Im August 1952 besuchte sie, gemeinsam mit ihrer sechsjährigen Tochter Delia, erstmals nach dem Krieg wieder Deutschland. Ihren Lebensabend verbrachte die Künstlerin in White Plains, Westchester County, Bundesstaat New York.

## Filmografie
- 1932: Hochzeitsreise zu dritt
- 1933: Abenteuer am Lido
- 1933: Mein Liebster ist ein Jägersmann (Unser Kaiser)
- 1934: Die Liebe siegt
- 1934: Der kühne Schwimmer
- 1934: Heinz im Mond
- 1934: Der letzte Walzer
- 1935: Herbstmanöver
- 1935: Artisten
- 1935: Der Gefangene des Königs
- 1936: Spiel an Bord
- 1936: Das Schönheitsfleckchen
- 1936: Ungeküsst soll man nicht schlafen geh’n
- 1936: Moskau – Shanghai
- 1937: Hahn im Korb
- 1937: Meiseken